# Youssoufa Moukoko
Youssoufa Moukoko (sinh ngày 20 tháng 11 năm 2004) là một cầu thủ bóng đá chuyên nghiệp hiện đang thi đấu ở vị trí tiền đạo cho câu lạc bộ Borussia Dortmund tại Bundesliga. Sinh ra ở Cameroon, anh thi đấu cho Đội tuyển bóng đá quốc gia Đức.

## Thời niên thiếu
Moukoko sinh ra và lớn lên ở quận Briqueterie, nơi chủ yếu là người Hồi giáo sống, ở thủ đô Yaoundé của Cameroon trong mười năm đầu đời. Theo lời kể của chính mình, anh đã mong muốn trở thành cầu thủ bóng đá khi mới 4 tuổi khi xem trận bán kết UEFA Champions League 2009 giữa Chelsea và Barcelona trên truyền hình. Cho đến năm 2022, cha mẹ ruột của anh là Joseph Moukoko (* 1951), sống ở Hamburg với tư cách là công dân Đức từ những năm 1990. Vợ của ông Joseph là Marie và bà đã hạ sinh Youssoufa khi mới 16 tuổi. Vào mùa hè năm 2014, ông Joseph Moukoko đưa con trai Youssoufa đến Đức. Do vậy, Youssoufa mang cả quốc tịch Cameroon lẫn Đức.

## Sự nghiệp câu lạc bộ

### Sự nghiệp ban đầu ở Cameroon và Hamburg
Theo những lời riêng của chính mình thì Moukoko không chơi bóng đá có tổ chức ở Cameroon mà chỉ chơi bóng đá đường phố. Sau khi chuyển đến Đức, anh chơi cho đội Junior D của FC St. Pauli (hay còn gọi là đội U-13) từ tháng 10 năm 2014. Vì mùa giải đã kết thúc vào thời điểm này nên ban đầu Moukoko chỉ thi đấu ở các giải đấu trong nhà, nơi anh thường xuyên là Vua phá lưới. Nhờ tài năng vượt trội, anh đã được đôn lên đội trẻ Kiezkicker C1 (đội U-15) khi mới 11 tuổi vào mùa giải 2015–16, nơi anh ghi 23 bàn sau 13 trận ở vị trí tiền đạo ở giải trẻ khu vực C ở giải đấu của mình.

### Borussia Dortmund

#### 2016–20: Sự nghiệp cầu thủ trẻ
Vào tháng 7 năm 2016, anh chuyển đến học viện cầu thủ trẻ của Borussia Dortmund. Trong thời gian đó, anh là cầu thủ 13 tuổi duy nhất tại U-17 Bundesliga cho Dortmund. Moukoko chuyển đến đội U-19 trong mùa giải 2019–20 ở tuổi 14, ghi sáu bàn trong trận đầu tiên tại U-19 Bundesliga trong chiến thắng 9–2 trước Wuppertaler SV. Anh đã ra mắt tại UEFA Youth League vào ngày 17 tháng 9 năm 2019 trong trận gặp FC Barcelona, trở thành cầu thủ trẻ nhất được ra sân tại giải đấu này. Vào ngày 23 tháng 10 năm 2019, Moukoko ghi bàn mở tỷ số trong trận đấu với Inter Milan và đồng thời trở thành cầu thủ ghi bàn trẻ nhất tại UEFA Youth League. Trong suốt thời gian gắn bó với học viện cầu thủ trẻ của Dortmund, Moukoko đã ghi 141 bàn chỉ sau 88 trận cho đội U-17 và U-19 của Dortmund.

#### Mùa giải 2020–21
Kể từ tháng 1 năm 2020, Moukoko cũng được phép tập luyện cùng đội một của BVB dưới sự dẫn dắt của Lucien Favre. Do giới hạn độ tuổi trước đây của DFB đã được thay đổi vào năm 2020. Do vậy, anh đủ điều kiện để thi đấu ở Bundesliga sau sinh nhật thứ 16 của mình. Vào ngày 21 tháng 11, một ngày sau khi bước sang tuổi 16, anh ra mắt cho Dortmund trong trận chiến thắng 5–2 trước Hertha BSC khi vào sân thay người ở phút thứ 85 cho Erling Haaland. Sau trận này, anh trở thành cầu thủ trẻ nhất trong lịch sử giải đấu và phá kỷ lục trước đó là 16 tuổi 334 ngày do Nuri Şahin nắm giữ.
Vào ngày 8 tháng 12, Moukoko có trận ra mắt cho Dortmund tại UEFA Champions League khi vào sân thay người trước Zenit Sankt Peterburg, trở thành cầu thủ trẻ nhất trong lịch sử giải đấu khi mới 16 tuổi 18 ngày. Bên cạnh đó, anh đã phá vỡ kỷ lục trước đó do Celestine Babayaro nắm giữ là 16 năm 87 ngày. Anh đá trận đầu tiên cho Dortmund ở Bundesliga vào ngày 15 tháng 12 trước Werder Bremen và ghi bàn thắng đầu tiên ba ngày sau đó vào lưới Union Berlin. Anh trở thành cầu thủ ghi bàn trẻ nhất trong lịch sử Bundesliga khi mới 16 tuổi 28 ngày và vượt qua kỷ lục 17 tuổi 34 ngày do Florian Wirtz nắm giữ. Moukoko đã chơi 14 trận ở Bundesliga trong mùa giải 2020–21 dưới sự dẫn dắt của Favre và người kế nhiệm Edin Terzić ở vị trí tiền đạo phía sau Erling Haaland (một lần trong 11 trận xuất phát), trong đó anh ghi được 3 bàn thắng. Cuối tháng 3 năm 2021, anh dính chấn thương và phải nghỉ thi đấu đến cuối mùa giải.

#### 2021–nay

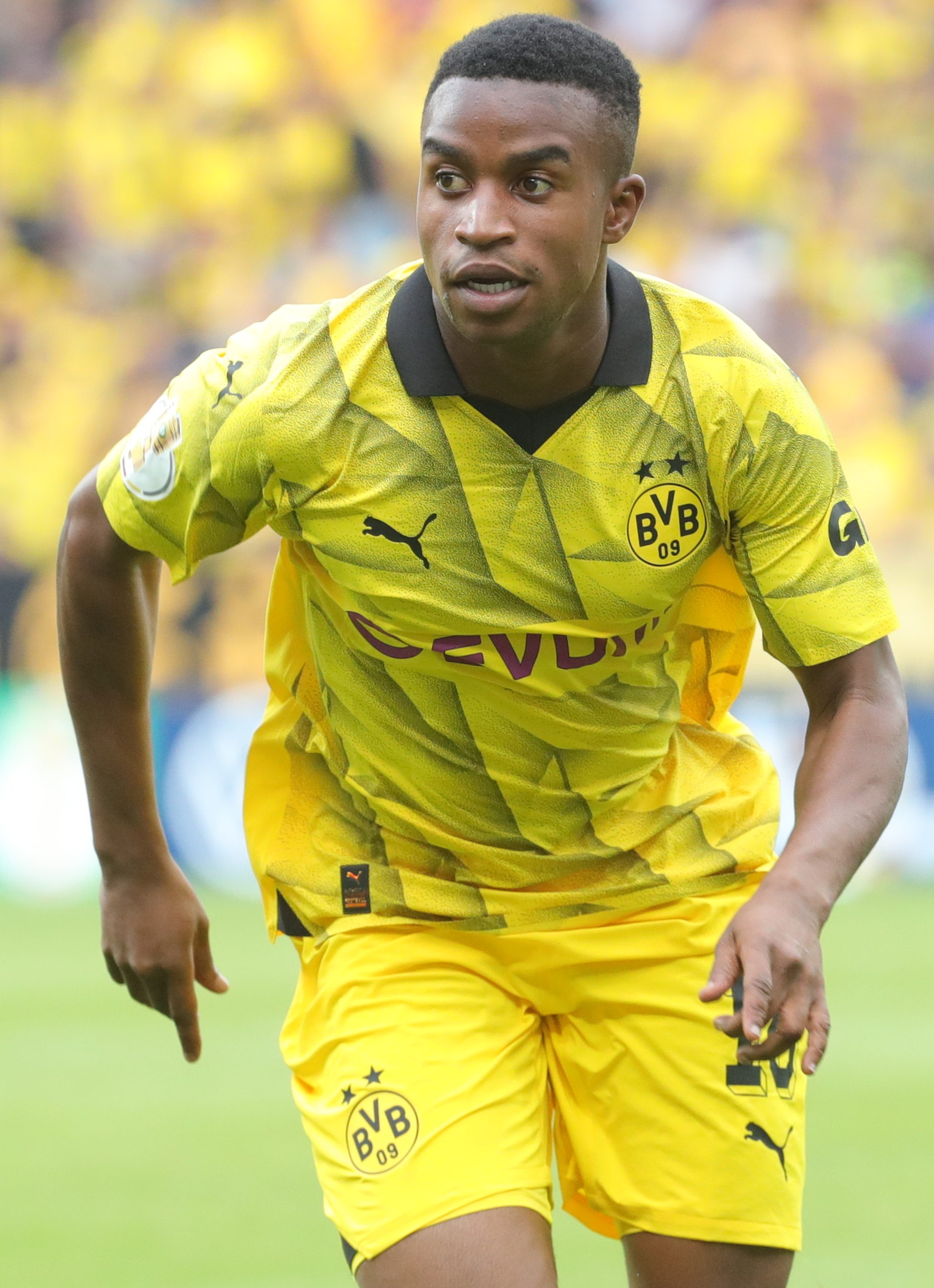
Moukoko trong trận giữa Borussia Dortmund và TSV Schott Mainz tại DFB-Pokal 2023–24 vào ngày 12 tháng 8 năm 2023

Trong mùa giải 2021–22, dưới sự dẫn dắt của tân huấn luyện viên trưởng Marco Rose, Moukoko là lựa chọn trong vị trí tiền đạo sau Haaland, Donyell Malen và đôi khi là Steffen Tigges. Sau chín trận cho đội một, anh đã thực hiện pha kiến tạo chuẩn bị một bàn thắng trong trận thắng 3–2 trước Hoffenheim, anh lần đầu tiên ra sân cho đội hai chơi ở giải hạng 3 (3. Liga) vào cuối tháng 11 năm 2021. Moukoko thi đấu tổng cộng 16 trận ở Bundesliga và ghi 2 bàn. Anh cũng đã giành chức vô địch DFB-Pokal cùng câu lạc bộ, danh hiệu đầu tiên của anh trong sự nghiệp bóng đá chuyên nghiệp.
Khi mùa giải 2022–23 bắt đầu, Moukoko được sử dụng thường xuyên hơn sau sự ra đi của Haaland và Tigges, cũng như khi Sébastien Haller, người thay thế Haaland mới ký hợp đồng, bị ốm. Anh ghi bàn thắng đầu tiên trong mùa giải trong chiến thắng lội ngược dòng 3-1 của Dortmund trước SC Freiburg. Vào ngày 17 tháng 9 năm 2022, anh ghi bàn thắng quyết định cho Dortmund trước FC Schalke 04 ở Revierderby. Vào ngày 5 tháng 11, anh ghi hai bàn trong chiến thắng 3–0 trước VfL Bochum, trở thành cầu thủ độ tuổi thanh thiếu niên đầu tiên ghi 10 bàn thắng tại Bundesliga.
Vào tháng 1 năm 2023, Moukoko gia hạn hợp đồng với câu lạc bộ đến tháng 6 năm 2026.

## Sự nghiệp quốc tế
Moukoko từng chơi cho đội tuyển U-16 quốc gia Đức lần đầu tiên vào ngày 11 tháng 9 năm 2017 trong chiến thắng 3–1 trước Áo. Hai ngày sau, trong trận đấu thứ hai gặp đối thủ chung, anh ghi cả hai bàn thắng cho Đức trong chiến thắng 2–1. Khi đó, anh là cầu thủ trẻ nhất của đội U-16. Để bảo vệ Moukoko khỏi quá nhiều sự chú ý của giới truyền thông, Borussia Dortmund và Hiệp hội bóng đá Đức đã quyết định không tiếp tục sử dụng anh trong các đội được chọn vào thời điểm hiện tại.
Vào tháng 3 năm 2021, anh được gọi vào đội U-21 Đức nhưng dính chấn thương trong quá trình tập luyện, khiến anh phải nghỉ thi đấu cho đến cuối mùa giải 2020–21. Sau đó, anh đã đóng góp hai bàn thắng trong trận ra mắt cho đội U-21 vào ngày 2 tháng 9 năm 2021 để giúp Đức giành chiến thắng 6-0 trước San Marino. Moukoko do đó trở thành cầu thủ trẻ nhất từ trước đến nay và là cầu thủ ghi bàn (cú đúp) cho đội U-21 Đức.
Vào ngày 10 tháng 11 năm 2022, anh được triệu tập vào đội tuyển quốc gia Đức tham dự FIFA World Cup 2022 tại Qatar. Anh ra mắt trong trận giao hữu trước giải đấu với Oman vào ngày 16 tháng 11 và trở thành cầu thủ trẻ nhất ra mắt đội tuyển quốc gia Đức kể từ Uwe Seeler năm 1954.
Vào ngày 23 tháng 11, anh ra mắt tại World Cup trước Nhật Bản khi thay thế Serge Gnabry ở phút 90. Anh trở thành cầu thủ Đức trẻ nhất từng góp mặt tại Giải vô địch bóng đá thế giới khi mới 18 tuổi 3 ngày.

## Đời tư
Moukoko có bốn anh chị em. Anh trai của anh, Borel, từng chơi cho Ferizaj. Anh là một tín hữu Hồi giáo và luôn cầu nguyện trong phòng thay đồ.

### Nghi ngờ gian lận tuổi tác
Dựa trên một số thông tin không chính xác và tranh cãi về tuổi của Youssoufa Moukoko, anh ấy đã bị cáo buộc gian lận tuổi tác của chính mình. Tuy nhiên, nhiều nguồn thông tin khác cho rằng những thông tin này chỉ là tin đồn và không có căn cứ.
Theo một số báo cáo, có một giấy khai sinh được công bố cho thấy Moukoko sinh vào ngày 19 tháng 7 năm 2000, tức là Moukoko 22 tuổi, chứ không phải 18 tuổi như đã tuyên bố. Tuy nhiên, tính xác thực của giấy khai sinh này vẫn chưa rõ ràng.
Một số thông tin khác cho rằng Moukoko cao tuổi hơn so với tuổi thật của mình. Tuy nhiên, những thông tin này chưa được kiểm nghiệm.

## Thống kê sự nghiệp

### Câu lạc bộ
Tính đến 11 tháng 5 năm 2024
| Câu lạc bộ           | Mùa giải            | Giải vô địch        | Giải vô địch | Giải vô địch | Cúp quốc gia | Cúp quốc gia | Châu lục | Châu lục | Khác | Khác | Tổng cộng | Tổng cộng |
| Câu lạc bộ           | Mùa giải            | Hạng đấu            | Trận         | Bàn          | Trận         | Bàn          | Trận     | Bàn      | Trận | Bàn  | Trận      | Bàn       |
| -------------------- | ------------------- | ------------------- | ------------ | ------------ | ------------ | ------------ | -------- | -------- | ---- | ---- | --------- | --------- |
| Borussia Dortmund    | 2020–21             | Bundesliga          | 14           | 3            | 0            | 0            | 1        | 0        | 0    | 0    | 15        | 3         |
| Borussia Dortmund    | 2021–22             | Bundesliga          | 16           | 2            | 2            | 0            | 3        | 0        | 1    | 0    | 22        | 2         |
| Borussia Dortmund    | 2022–23             | Bundesliga          | 26           | 7            | 3            | 0            | 6        | 0        | —    | —    | 35        | 7         |
| Borussia Dortmund    | 2023–24             | Bundesliga          | 20           | 5            | 3            | 1            | 4        | 0        | —    | —    | 27        | 6         |
| Borussia Dortmund    | Tổng cộng           | Tổng cộng           | 76           | 17           | 8            | 1            | 14       | 0        | 1    | 0    | 99        | 18        |
| Borussia Dortmund II | 2021–22             | 3. Liga             | 2            | 1            | —            | —            | —        | —        | —    | —    | 2         | 1         |
| Tổng cộng sự nghiệp  | Tổng cộng sự nghiệp | Tổng cộng sự nghiệp | 78           | 18           | 8            | 1            | 14       | 0        | 1    | 0    | 101       | 19        |

1. ↑  Bao gồm DFB-Pokal
2. 1 2 3  Ra sân tại UEFA Champions League
3. ↑  Ra sân một lần tại UEFA Champions League, ra sân hai lần tại UEFA Europa League
4. ↑  Ra sân tại DFL-Supercup

### Quốc tế
Tính đến 23 tháng 11 năm 2022
| Đội tuyển quốc gia | Năm       | Trận | Bàn |
| ------------------ | --------- | ---- | --- |
| Đức                | 2022      | 2    | 0   |
| Tổng cộng          | Tổng cộng | 2    | 0   |

## Danh hiệu

### Câu lạc bộ
Borussia Dortmund
- DFB-Pokal: 2020–21

### Đội tuyển quốc gia
U-21 Đức
- Giải vô địch bóng đá U-21 châu Âu: 2021[38]

### Cá nhân
- Huân chương vàng Fritz Walter hạng mục lứa tuổi U-17: 2021[39]
- Huân chương vàng Fritz Walter hạng mục lứa tuổi U-19: 2023[40]